# 関行男
関 行男（せき ゆきお、1921年（大正10年）8月29日 - 1944年（昭和19年）10月25日）は、日本の海軍軍人。海兵70期。最終階級は海軍中佐。
レイテ沖海戦において、初の神風特別攻撃隊の一隊である「敷島隊」（爆装零戦5機）を指揮して、アメリカ海軍の護衛空母「セント・ロー」を撃沈し、さらに護衛空母3隻を撃破した武功で知られる。

## 経歴

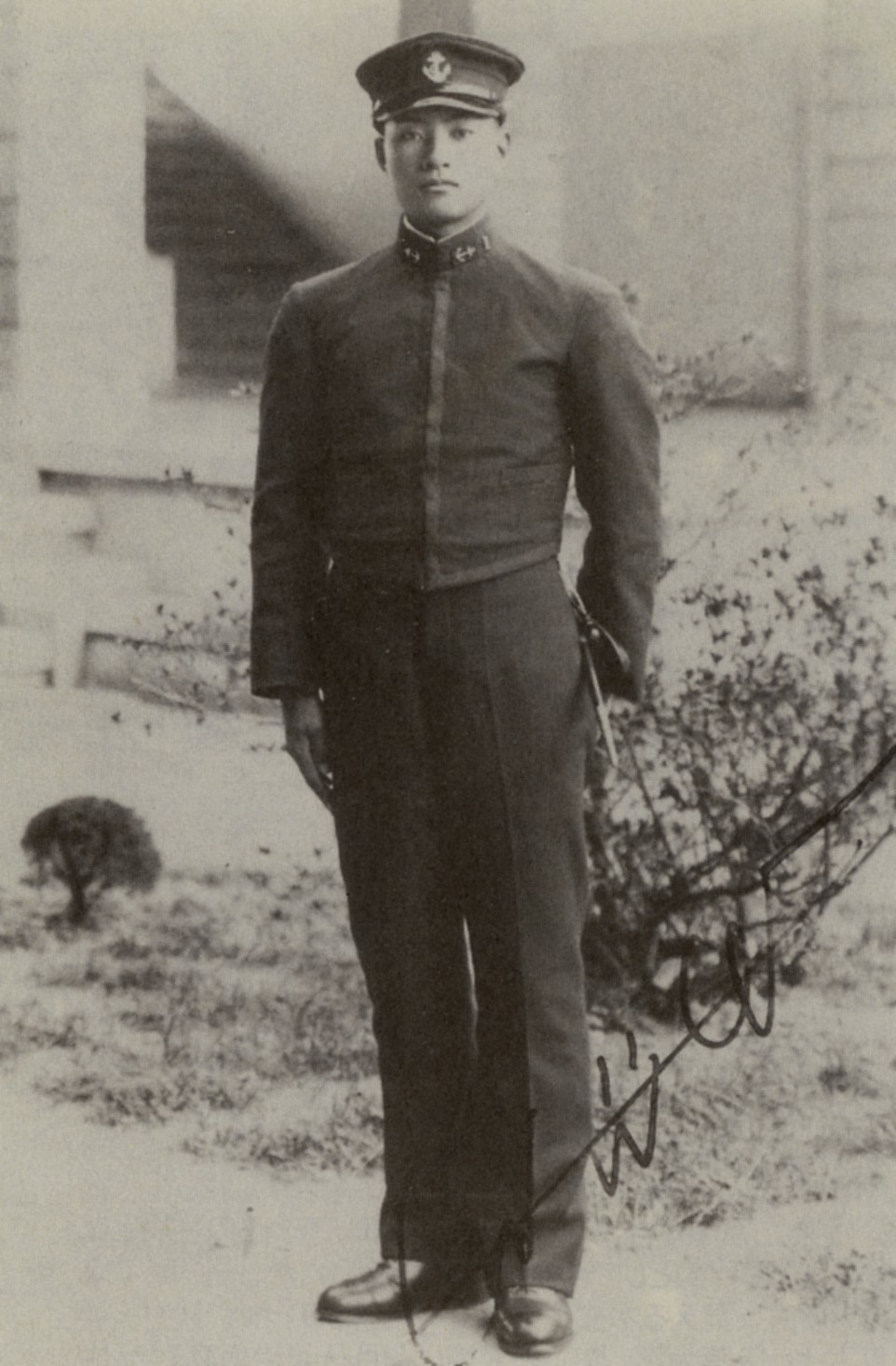
兵学校4号生徒時代

1921年8月29日に、愛媛県新居郡大町村（現：西条市）で、父・勝太郎（骨董商）と母・サカエの一人息子として生まれた。

### 海軍兵学校
大町尋常小学校（現：西条市立大町小学校）、愛媛県立西条中学校（現：愛媛県立西条高等学校）を経て、1938年12月に海軍兵学校（70期）へ入校。関は陸軍士官学校にも合格していた。海兵70期の同期には菅野直、中津留達雄、高井太郎（イースタン・カーライナー社長）、後宮俊夫（日本基督教団総会議長）がいる。
行男は勉強ができ、文才があった。小学生のころから、級友がわからないところがあると関は親切に教えてくれたので、特に女生徒から「ゆうちゃん」と呼ばれて大変人気があった。その上、男の友達が困っているときは率先して助けてくれるような男気も持ち合わせていた。中学生時代はテニスに熱中し、級友の父親が経営するスポーツ用具店によく立ち寄ってテニス用具の品定めをしていたという。関は非がり勉タイプで、テニスに熱中してさして勉強をしなくとも、150名の全生徒の中で常にトップクラスの成績であり、数学でも賞を貰ったりしていた。明朗活発な性格ながら、年をとるにつれて寡黙になっていった。父は、行男が高等師範学校に進んで教師になり平穏に暮らすことを望んでいたが、行男は一高がだめならば、同じ程度の難関であった海軍兵学校に行くつもりであった。父は「今の戦争が長引けばそれだけ命を危険にさらすことになるぞ。」と諭したが、「ぼくは教師など性に合わん。この非常時に事なかれ主義のなまぬるい生き方なんぞ我慢できんよ。」と反論した。父は「あいつは、わしらには出来過ぎとる。」と、サカエにぼやいたという。
父は行男が海軍兵学校を卒業する前に死去した。その後、母・サカエは経営していた古物商を廃業し、草餅の行商人へ転じている。海軍兵学校へ進学する行男の希望で、母方の親族に当たる繁子が関家の養女となった。
海軍兵学校に在籍する者の中で、関は一、二を争うほどの高身長でとても目立っており、新入生恒例の姓名申告では上級生に唯一褒められたという。その一方で、養妹である繁子の自慢話を同期生に話したり、繁子と他の生徒の許婚を比較して「繁子の方が上だ」というような内容を日記に記述していたことが発覚して制裁を受け、関が記述した日記が全生徒の見世物にされたこともあった。しかし、繁子の件で制裁を受けた場合を除けば、料亭での芸者遊びをしても芸者にあまり関心を持たず、異性に対する関心は薄いように周囲から見られていた。
1941年11月15日海軍兵学校卒業、少尉候補生として戦艦「扶桑」乗組。1942年4月、水上機母艦「千歳」乗組、1942年6月、海軍少尉に任官後にはミッドウェー海戦にも従軍。
1943年1月、第39期飛行学生となり。霞ヶ浦海軍航空隊に赴任。関を教官として指導したのが原田要（操練35期。この時は海軍飛行兵曹長）であった。原田の回想によると、関は実に研究熱心であり、自分より階級が低い原田に対して礼儀正しく接した。原田は、翌年に関の特攻戦死を新聞報道で知った時に感じたことを「私は正直〔海軍は〕もったいないことをするなと思いましたね。しかも気の毒でした。関さんは結婚したばかりでしたからね。立派な方から先に亡くなっていくと私は感じたものです。」と回想している。
同年6月、海軍中尉に進級、8月、宇佐空で艦上爆撃機の実用機教程。この頃、関は横須賀の料亭小松で、もっとも綺麗と言われた芸妓と親しくなった。その芸妓と結婚も考えるほどであったが、初々しく見えた芸妓は既婚であるということを関に隠しており、それを知って結婚を断念せざるを得なかった。ちょうど同じ頃に関は慰問袋を届けてくれた渡辺エミ子という少女にお礼をするために、鎌倉の少女の自宅を訪問していたが、エミ子の父親は高名な医学博士であり、両親と姉妹が関を出迎えて歓待してくれた。少女の父渡辺博士は関のことを一目で気に入り「いまどきに珍しい、感心な青年だ」という印象を持った。一方で、関も今まで味わったことのなかった一家団欒の楽しさ、暖かさを知った。その後、エミ子と姉の満里子が横須賀に関を訪ねてきたが、関は満里子に恋心を抱くことになった。
1944年1月、霞ヶ浦海軍航空隊付、飛行教官に就任。関の指導方針は非常に厳格であり、鉄拳による制裁も辞さなかったという。1944年5月1日海軍大尉に進級。この頃、関は渡辺家を訪ねて、満理子に求婚した。家族はおろか、求婚された満里子も驚いたほどの強引な求婚ではあったが、関の押しの強い性格を気に入っていた父親は、結局その強引さに負けて結婚を承諾した。1944年5月11日に婚姻願を提出、5月26日に海軍大臣の許可が下りる。関の強引さは結婚式にも波及し、関は仲良かった海兵学校同期生5人との約束で、6組の合同結婚式にしたいと渡辺家に申し出て、これも強引に承諾させている。5月31日、関ら6組のカップルは、元海軍軍人で小説家となった福永恭助夫妻の媒酌のもと、合同結婚式を水交社で執り行った。満里子はお嬢様育ちながら、よく気がつく良妻であり、関が同僚や学生を自宅に招くと、手に入る材料をうまく使って手料理を作り振る舞っていた。美人で良妻の満里子をみんな羨ましがったが、関もそれを惚気て、わざとみんなの目の前で膝枕で横になって見せるなど、夫婦仲は非常によかったという。
1944年6月マリアナ沖海戦（あ号作戦）の翌々日、関は練習生に向かって「あ号作戦の敗北は知っているだろう。もうこうなったら爆弾を抱いて体当たりするしかない。お前らにそれができるか」と話したという。1944年9月、台南海軍航空隊（飛行訓練航空隊）の教官に異動となった。満里子との新婚生活が始まってわずか3ヶ月のことであったが、満里子は最前線での勤務ではないことに安堵し、任地の台湾へ九七式飛行艇で行くために横浜海軍航空隊の波止場に向かった関を見送りに行った。年配の同乗者の多い中で新婚の2人は周囲の目を引いたが、その目を気にすることもなく2人は別れを惜しんだ。しかし、その日は飛行艇の調子が悪く出発することができず、それを知った満里子は手を叩いて喜んでまた周囲の視線を集めた。翌日は、関もさすがに気が引けて、満里子を見送りに来させなかったが、これが今生の別れとなってしまった。
台南航空隊に赴任後のある日、関は300人ほどの隊員の前で要旨以下のような訓示を行ったという『南方戦域は米軍の攻勢によって次々に奪還され、比島戦線の航空戦の攻防は飛行機の消耗戦の様相を呈している現状だ、この戦局挽回の打開策として私は先般、航空本部に出向して1機1艦を撃沈させる特攻作戦を進言して来た。この戦法は零戦に250キロ爆弾を搭載して敵艦船を奇襲し、飛行機もろとも敵艦艇に突入、体当りして艦艇を撃沈させる特攻戦法なのだ。この意表を突く奇襲特攻戦法以外に難局戦線の打開策なしを進言してもどってきたが、その攻撃方法が人道的立場から軍部内にも議論を呼び、さまざまに論議検討の結果、この戦法以外に戦局挽回の道なしの決論に達し、軍令部から実施するとの命令が伝達された。もちろん私はこの特攻体当り戦法の提唱者である。第一回目の特攻作戦には必ず私が出撃して米空母に体当り攻撃を敢行して、撃沈の戦果を諸君に約束する。興国の興廃を憂えての私の戦法提案だったが、私の意見に賛同する者は解散のあと兵舎に帰り熟慮検討の上、各分隊長に志願書を提出していただきたい』。
この後、最前線となるフィリピンの第二〇一海軍航空隊に異動となった。長い教官生活を経てようやく希望していた最前線勤務となって関は勇み立ったが、移動先が今まで散々訓練してきた艦上爆撃隊ではなく戦闘機隊ということで不満を感じている。
関がいた頃の台湾ではすでに航空特攻についての準備が進んでいたという意見もある。富士栄一によれば、9月末ごろ、搭乗員に対して一人子、妻帯者は外れろという指示がまずあり、誰も出ていかないと、続けてフィリピンで特攻をやるので志願するものは上司に願書を出すようにという話があったという。富士は願書を持って行く際に飛行長の前で関に会い、二人は笑って「いよいよしょうがないですな」と話し、二人で願書を提出したという。砂原大尉によれば、戸塚浩二大尉と関大尉との3人の間で、「特攻といっても決死隊と爆弾を抱えて突っ込んでいくのとあるが爆弾かな」という会話があり、関は手紙で知らせると言い、後で来た手紙には「その通り」とだけ書いてあったという。

### 戦闘三〇一飛行隊
9月25日、第二〇一海軍航空隊に赴任。戦闘三〇一飛行隊の分隊長となった。この戦闘三〇一飛行隊が属する二〇一空は、零式艦上戦闘機を爆戦として運用し、敵艦隊を攻撃しようと計画しており、副長玉井浅一中佐のもとで零戦による急降下爆撃の訓練を行っていた。前任の鈴木は9月22日に爆戦の零戦十数機を自ら率いて出撃しアメリカ軍機動部隊への攻撃を成功させた後、台湾沖航空戦中の10月13日中にも出撃したが航空機の故障で墜落、パラシュート降下して海上に漂ったまま行方不明となっている。艦上爆撃機出身の関が二〇一空に着任したのは、鈴木に続き、零戦を爆戦として運用するための指揮と訓練指導を期待されたからであったが、元々畑違いで、戦闘機乗りとは性格が合わなかった関は部隊で孤立している感じだったという。また、二〇一空の爆戦は急降下爆撃から、より簡単な反跳爆撃に攻撃方法を変更してその訓練を行うこととしたが、関が着任する前にあった｢ダバオ誤報事件｣後のアメリカ軍の空襲による大損害で、二〇一空の零戦の稼働機はわずか20～30機となっており、これ以上の損失を防ぐために、掩体壕や遮蔽物に隠しておくのがやっとという有様でとても訓練が行えるような状況にはなかった。また、訓練を指導するはずの関も着任直後に酷い下痢となってしまい、ほとんど絶食状態で終日ベットに寝込んでいた。関は顔なじみとなった同盟通信社の記者で海軍報道班員の小野田 政（おのだ・まさし）に、「アメーバー赤痢だ」と話しかけたが、小野田はただでさえ長身で痩せ型の関がホッソリとなってしまったのを見て心配している。
同じ二〇一空の搭乗員の間でも関の印象は薄かったという。関の直属の部下となった、戦闘三〇一飛行隊の佐藤精一郎一飛曹は、関の前任となった隊長の鈴木に「こんど艦爆出身の大尉が来るぞ」と聞かされたので、「何のために来るんですか？」と聞いたところ、「降爆（急降下爆撃）訓練のためではないか」という答えが返ってきている。そして、後日に関が着任したが、「ヒョロッとして目立たない感じの人」と感じ、結局、作戦機の消耗で急降下爆撃の訓練が行われることもなかったので、「戦闘指揮所でたまにみかけるていど」というぐらいの印象しかなかったという。戦闘三〇五飛行隊の先任搭乗員で13機の撃墜記録を持つ上原定夫兵曹長は、着任した関を紹介されたとき「大人しい感じの人、こんな大人しい人で戦争できるのかな」と考え、その後も寡黙であった関とは殆ど会話を交わすこともなく、「軍人というよりむしろ現代でいうシビリアンといった感じの人」という印象だったという。
一方で、航空整備兵で連絡員をしていた永井一朗に対しては、永井の言葉の訛りから同郷だと知ると親しげに接するようになり、また父親が早逝したという境遇も似ていたことから意気投合してよく話していたという。その様子を見ていた他の兵士らから永井は「どうして、関さんとよく話すんだ？」と尋ねられることもあった。同じ二〇一空の戦闘三〇五飛行隊分隊士であった久納好孚中尉と長門達中尉ら学徒出身の予備士官は気安かったことから、兵士からも好かれていたが、関はとっつきにくい印象を持たれていたというが、関は永井だけには特別に士官用の弁当を食べさせたり、支給品の羊羹をあげたりしていた。そんなある日に、関が久納と長門に鉄拳による制裁を加えているのを永井が目撃している。永井は士官が下士官や兵を制裁するのは見慣れていたものの、士官が士官を制裁しているのを見るのは初めてだったので驚いたが、実戦も経験して操縦技術にも秀でていた久納らに対して、関は自分は飛べないという苛立ちを募らせており、それがなにかのきっかけで爆発したのでは、という印象を永井は持ったという。

### 神風特別攻撃隊
1944年10月17日、第一航空艦隊司令長官に内定した大西瀧治郎中将がマニラに到着した。大西は一航艦長官に内定したときから航空機による特攻開始を考えており、米内光政海軍大臣や及川古志郎軍令部総長の了承を取り付けていた。マニラに向かう途中には台湾にも立ち寄ったが、台湾沖航空戦の真っ最中で、新竹で日本軍戦闘機とアメリカ軍戦闘機の空中戦の様子を見学した。そこで日本軍戦闘機の苦戦ぶりを見て愕然とし、多田武雄中将に対して「これでは体当たり以外無い」と話している。大西は台湾入りしていた連合艦隊司令長官豊田副武大将とも面会し「大戦初期のような練度の高い者ならよいが、中には単独飛行がよっとこせという搭乗員が沢山ある、こういう者が雷撃爆撃をやっても、被害に見合う戦果を期待できない。どうしても体当たり以外に方法はないと思う。しかし、命令では無くそういった空気にならなければ（特攻は）実行できない」と特攻を開始する決意を述べている。
大西は｢ダバオ誤報事件｣の失態の責任をとって更迭された前任の寺岡謹平中将にも特攻開始の了承をとったのち、10月18日に参謀などから意見聴取して現状把握に努めたが、一航艦の現有兵力のうち、実働機数が約40機程度であることを知って、より特攻開始の決意を強くした。翌19日には、大西は一航艦司令部で第七六一海軍航空隊司令・前田孝成大佐に戦局の説明を行った後、副官の門司親徳大尉を伴ってマバラカット飛行場に向かう。夕刻近くにマバラカットに到着の後、指揮所に二〇一空副長・玉井浅一中佐、一航艦首席参謀・猪口力平中佐などを招集し、「米軍空母を1週間位使用不能にし捷一号作戦を成功させるため零戦に250キロ爆弾を抱かせて体当たりをやるほかに確実な攻撃法はないと思うがどうだろう」と特攻作戦開始を提案した。大西と入れ違いにマニラへ向かい、大西と入れ違いになったのでまたマバラカットに戻る途中に乗機の不時着により足を骨折して海軍病院に入院した二〇一空司令・山本栄大佐には、この会合とは別に一航艦参謀長・小田原俊彦大佐から大西の考える体当たり攻撃法を披瀝され、「副長（玉井）に一任する」との伝言を託していた。玉井は体当たり攻撃法に賛成し、戦闘三〇五飛行隊長・指宿正信大尉も同意したため、「未曾有の攻撃法」たる体当たり攻撃が採用されるに至った。
玉井は大西に、攻撃隊の編成を一任するよう申し出て了承されると、猪口とともに攻撃隊の編成に取り掛かるが、玉井と猪口には大まかながら攻撃隊の編成が出来上がっていた。すなわち、隊員は第十期甲種飛行予科練習生から選出して、これは玉井が第二六三海軍航空隊時代から何かと甲十期生の面倒を見て共に戦ってきた背景があり、甲十期生に一花咲かせようという魂胆からだった。二〇一空にいた甲十期生は63名で、体調不良だったり日本へ航空機受領に行っていた者などを除いた33名の中から隊員を選ぶこととした。指揮官は海軍兵学校出身者の士官搭乗員から選ぶもので、これは猪口の提案であった。
猪口は、指揮官には当初第三〇六飛行隊長で、関の同期である戦闘機搭乗員でエース・パイロットの菅野直を考えていたが、菅野は日本へ機材受領に赴き不在であったため、関が攻撃隊指揮官として選出されることになる。その理由として、関が着任時に玉井に挨拶した際に「内地から張り切って戦地にやってきた風」のような感じを与えていたことや、戦闘の合間を見ては、再三再四にわたって熱心に戦局に対する所見を申し出て出撃への参加を志願し、玉井の脳裏に「この先生なかなか話せる男だわい」という強い印象として残っていたからだと、玉井は後年になって回想している。猪口は兵学校教官時代から関を知っており、テニス好きのスマートな男だが利かん気のところがあるという印象を持っていた。猪口は「関ならよかろう」と玉井に賛同し、猪口の賛同を得た玉井は、数日前から熱帯性の下痢を患い、軍医の副島泰然大尉の指示で絶食し、私室で療養していた関を呼びに行かせた。
やがてカーキ色の第三種軍装を身に着けた関が玉井の部屋を訪れたので、玉井は関に椅子をすゝめ、腰かけた関の肩を抱くようにして「今日大西長官が201空に来られ、捷一号作戦を成功させる為、空母の飛行甲板に体当たりをかけたいという意向を示された。そこで君にその特攻隊長をやってもらいたいんだがどうかね」と 体当たり攻撃隊の指揮官として「白羽の矢を立てた」ことを告げた。猪口によれば、関は指名された際にその場で熟考の後「ぜひやらせて下さい」と即答したという。熟考の時間はわずか数秒という証言もあるが、自分が指名されるとは思ってもいなかった関が戸惑っていたところに、玉井がさらに｢どうだろう、君が征ってくれるか｣と念を押してきたので、「承知しました」と無造作に一言で答えたとする証言もある。また、即答はできずに、「一晩考えさせて下さい」と逡巡したが、玉井の念押しで、結論を先延ばしすることはできないと決断し、｢承知しました｣と返答したとする証言もある。関が引き受けたことで玉井はほっとし、｢頼む、最初は海兵出身が指揮をとるべきだと思う。貴様が一番最初に行ってくれると大助かりだ。全軍の士気の問題だ｣関に感謝の言葉を述べたという。戦後に玉井が関の慰霊祭に参席した際に、関が「一晩考えさせて下さい」と即答を避けたのち、翌朝になって｢引き受けます｣と承諾したなどと証言したとも伝えられるが、これは、関が了承したあとの経緯から見ても時系列的に矛盾することが多く、玉井の記憶違いである。
関が了承した後、玉井と関は士官室兼食堂に移動したが、そこに大西と猪口と大西の副官の門司親徳中尉も合流した。猪口とは多くは語らなかったが、猪口の「君（関）はまだチョンガー（独身）だったな」という問いかけに対して「いえ、結婚しております」と答えたという。その後関は｢ちょっと失礼します｣と一同に背を向けて薄暗いカンテラの下で新婚の妻満里子と父母に対する遺書を書き始めた。遺書のほかにも、満里子の親族に対するお礼や、教官時代の教え子に対しては「教へ子は 散れ山桜 此の如くに」との辞世を残した。

#### 出撃前日

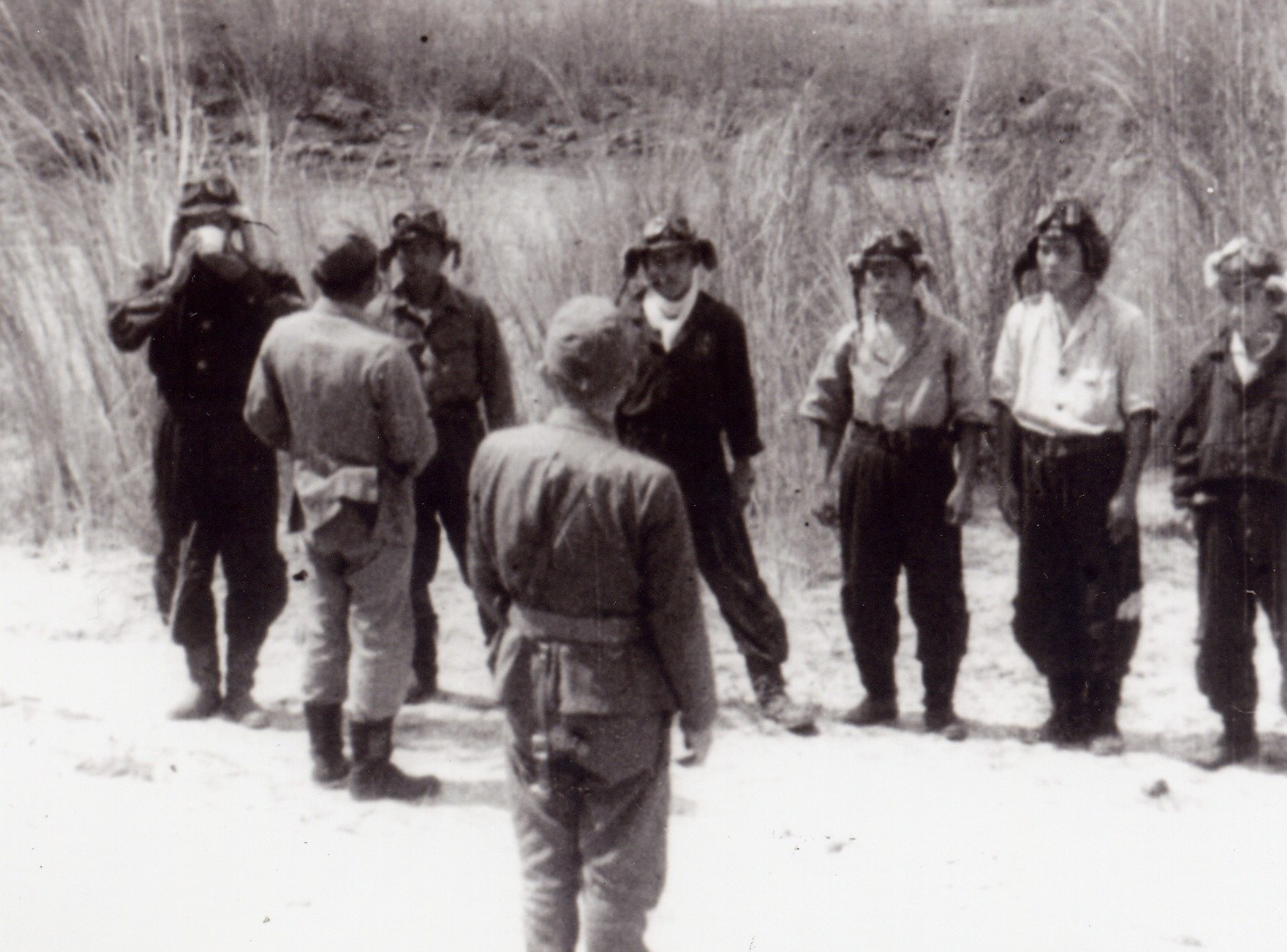
大西と敷島・大和隊員との訣別の水盃。左から関、中野磐雄、山下憲行、谷暢夫、塩田寛（大和隊）、宮川正（大和隊→菊水隊）。後姿は左が玉井、中央が大西。日映・稲垣浩邦カメラマンが10月20日に撮影

10月20日朝、大西が副官の門司と朝食をとっていると玉井がやってきて｢揃いました｣と報告し、隊の名前を「神風特別攻撃隊」と命名するよう願い出て、大西に了承された。大西らが宿舎の中庭に出ると20数名の搭乗員が整列しており、右の先頭に関が立っていた。整列した特攻隊員の前には木箱が置いてあり、大西は木箱の上に立つと午前10時に特攻隊員に向けて｢この体当り攻撃隊を神風特別攻撃隊と命名し、四隊をそれぞれ敷島、大和、朝日、山桜と呼ぶ。今の戦況を救えるのは、大臣でも大将でも軍令部総長でもない。それは若い君たちのような純真で気力に満ちた人たちである。みんなは、もう命を捨てた神であるから、何の欲望もないであろう。ただ自分の体当りの戦果の戦果を知ることが出来ないのが心残りであるに違いない。自分は必ずその戦果を上聞に達する。国民に代わって頼む。しっかりやってくれ。｣という訓示を行った。
部隊は、本居宣長の大和魂を詠じた古歌｢敷島の大和心を人問はば朝日に匂ふ山桜花｣の一首より命名された「敷島隊」「大和隊」「朝日隊」「山桜隊」の4隊が編成され、この4隊から漏れた甲十期生は別途「菊水隊」へ編入された。この時点で関はどの隊にも属せず、総指揮官として一種の独立した立場に置かれていた。敷島隊のオリジナルメンバーは中野磐雄（戦三〇一）、谷暢夫（戦三〇五）、山下憲行（戦三〇一）の3名で、いずれも一飛曹だった。訓示の途中、大西の身体は小刻みに震え、顔は蒼白で引きつっていた。同席していた報道班員の日本映画社稲垣浩邦カメラマンも撮影もせずに聞き入っていた。門司も深い感慨を覚えたが、涙が出ることは無く、行くとこまで行ったという突き詰めた感じがしたという。そのあと、大西は特攻隊員一人一人と握手すると再び宿舎の士官室に戻り、神風特攻隊編成命令書の起案を副官の門司に命じたが、門司はそんな命令書を作った経験もなく戸惑っていたので、大西と猪口も手伝って起案され、命令書は、連合艦隊、軍令部、海軍省など中央各所に発信された。
その後、関ら敷島・大和両隊はマバラカット西飛行場に、朝日・山桜両隊はマバラカット東飛行場にそれぞれ移動して出撃の時を待つ事となった。関ら敷島隊と大和隊の特攻隊員は、マバラカット西飛行場の傍を流れるバンバン川の河原で大西と談笑していたが、15時頃に敵艦隊をサマール島東方海面に発見したという報告が司令部に寄せられた。参謀の猪口は敵の位置を書き込んである海図を持って、関らと談笑している大西に報告に向かい、｢特別攻撃隊には距離いっぱいのところですが、攻撃をかけましょうか？｣と判断をあおいだところ、大西は、｢この体当り攻撃は絶対のものだから、到達の勝算のない場合、おれは決して出さない｣と答えている。猪口はこの大西の攻撃自重の判断を聞いて、大西が初回の特攻にどれだけ慎重であるか思い知らされたが、これ以降新しい情報もなかったため、大西は一旦マニラに帰還することとした。帰り間際、大西は副官の門司の水筒に目を付けると｢副官、水が入っているかと尋ねたので、門司が水筒を大西に渡すと、大西はまず水筒の蓋で自ら水を飲み、次いで猪口と玉井にも水を飲ませて、その後水筒ごと玉井に手渡し、あとは玉井が並んでいる関大尉以下7名の特攻隊員に水をついでいった。このときの様子をカメラマンの稲垣が撮影しており、のちに内地で、10月21日の関率いる敷島隊の出撃前の様子として日本ニュースで報道されたが、実際にはその前日の出来事で、敷島隊と大和隊両隊の隊員が入っており、待機姿勢であるので服装もバラバラで、飛行服を着ているのは関と山下の2名のみ、残りの5名は防暑服を着用している。稲垣は玉井から事前に｢重大なことがあるから一緒に来るように｣と呼び出されており、撮影の準備をしていたのでこのシーンを撮影できたものであるが、大西は特攻隊員への訓示でも述べた通り、神風特別攻撃隊の国民への報道について強い拘りを持っており、この｢訣別の水盃｣のシーンも敢て大西が意図して撮影させたという意見もある。その後、大西は門司とマニラに帰り、大和隊（隊長・久納好孚海軍中尉（法政大学出身））は20日夕方に二〇一空飛行長中島正少佐に率いられセブ島に移動していった。
作家の高木俊朗が文芸春秋1975年6月号に記述したところによれば、同日夜、海軍報道班員の小野田が、関の談話を取ろうと関の部屋に入ったところ、前日の夜に隊長指名を受けた関はこの時、顔面を蒼白にして厳しい表情をしつつピストルを小野田に突きつけ、「お前はなんだ、こんなところへきてはいかん」と怒鳴ったが、小野田が身分氏名を明かすとピストルを引っ込めた。とされており、この行動は関が「異常な心的状況の中に身を置いていた」 が故の「異常な行動」と分析する者もいる。しかし、関と小野田は、関がフィリピンに着任した直後から面識があり、また、小野田本人が作家の深堀道義に語ったところによれば、このような事実はなく、高木の創作であるとの指摘もなされている。小野田によれば、その夜、関は心を許していた小野田と一緒に宿舎の外に出て、バンバン川まで歩くと、河原の石に腰かけて次のように語った。
この発言の前半部分は、元は艦上爆撃機搭乗員としてのプライドから出た不満であり。後半は妻の満里子や母のサカエのことを想起した発言で、承諾の言葉である「ぜひ、私にやらせて下さい」は、「自らの内奥に相剋する想念の全てを一瞬のうちに止揚して」発した発言という指摘もある。201空に着任以来、艦爆出身のよそ者で本心を打ち明ける同僚もなく、隊では孤立ぎみであった関は、同じくよそ者であった記者の小野田に一気に心の鬱積を解き放ったかのようであった。さらに関は小野田に、胸ポケットに大事にしまっていた新妻満里子の写真を見せびらかすと、その美しさを自慢し、デートの様子などを話した。それを聞いた小野田が微笑ましい気分となって「それじゃあまるで関大尉は（小説）不如帰の武夫と浪子さんそっくりじゃないですか」と冷やかすと、関は「まさにドンピシャリ」と真顔で答えて、茶目っ気たっぷりに満里子の写真にキスしてみせるなど戯けて見せたので、小野田が「ナイスですな」とさらに冷やかすと関はご機嫌になったという。最後に関は一緒に出撃する他の特攻隊員らのことを慮って｢ぼくは短い人生だったが、とにかく幸福だった。しかし若い搭乗員はエスプレイ（芸者遊び）もしなければ、女も知らないで死んでいく・・・｣と話している。また、関はこの日に日本から戻ってきたばかりの菅野にも不満や残る家族への思いを打ち明けている。

#### 出撃開始

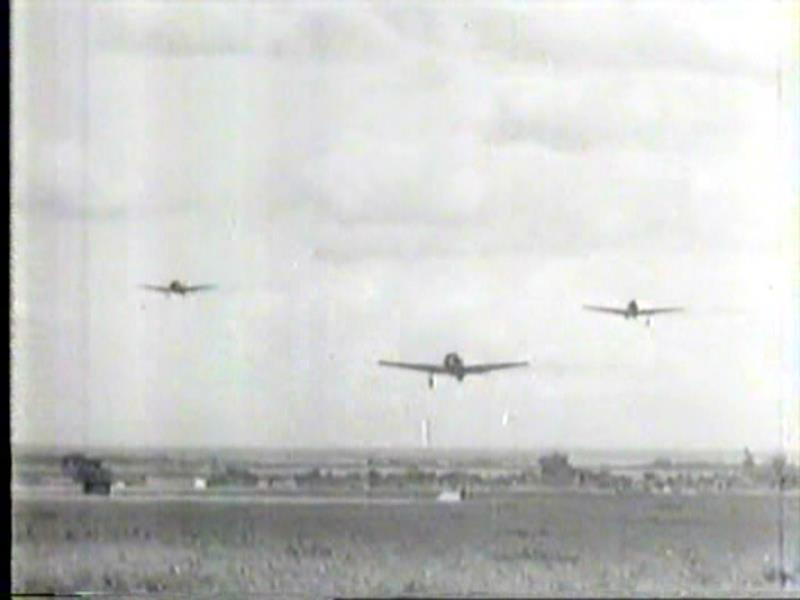
1944年10月21日、初出撃する神風特別攻撃隊敷島隊。しかしこの日は敵艦隊を発見できず帰還している

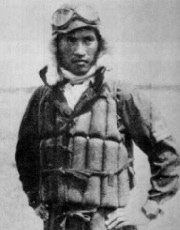
10月24日に遺影として小野田報道班員が撮影した関

神風特別攻撃隊の初出撃は10月21日となった。陸軍の一〇〇式司令部偵察機が敵機動部隊発見を知らせてきた。敵艦隊発見の報を受けて敷島・朝日・山桜の各隊員が指揮所に移動し、出撃は敷島・朝日の二隊に決定する。この時点から関は敷島隊の隊長も兼任するようになり、敷島隊も永峰肇飛長（丙種飛行予科練習生15期）が加えられて総勢5名となった。この日、マバラカットから出撃することとなったのは、敷島隊4機と朝日隊3機と護衛戦闘機隊であったが、このうち、谷機はエンジントラブルで発進できなかった。玉井は昨日大西が残していった副官門司の水筒を取り出すと、昨日と同様に一人一人に別れの水を注ぎ、自ら音頭をとって｢海ゆかば｣を合唱した。玉井は関らに｢攻撃目標の第一は空母、まず大型、中型、小型の順に狙え。ついで戦艦、巡洋艦、駆逐艦の順だ｣｢突入高度は3,000ｍ、低空で進入し、事前に高度をとり、切り返してつっこめ｣と徹底した。関は病気療養中で無精ひげも伸び放題であったが、この日は朝から｢今日、ぶつかりにゆくんですよ、顔くらいきれいにして行きたいと思ってね｣と軍医の副島泰然大尉に髭剃りを依頼し、さっぱりしていた。初めて特攻のことを聞いた副島は、絶食中の関に少しでも力がつくようにと、虎屋の丸筒羊羹を差し入れている。やがて玉井から出撃が下命されると、関は玉井の前に立ち｢只今より出発します｣と決然と挨拶し、紙に包んだ関以下特攻隊員全員の遺髪を｢副長、お願いします｣と言って手渡した。午前8時に関率いる敷島隊と朝日隊は、司令部や整備員たちの｢帽振れ｣に送られて離陸したが、このときの光景を昨日大西と関らの｢決別の水杯｣のシーンを撮影した稲垣が撮影しており、後日、8月20日の撮影分と合成して一連の出撃シーンとして日本ニュース第232号「神風特別攻撃隊」として公開された。
関ら敷島隊はマバラカット東飛行場から発進した朝日隊と合流して敵艦隊を目指すも、天候も悪化して見つけられず、燃料状況から攻撃を断念してレガスピに引き返した 帰還した関は報告の際に玉井の前でうなだれるばかりであった。卑怯者と思われたくないとする関の気持ちの表れであったが、玉井はこれをねぎらって宿舎に帰している。
セブ島にも｢敵機動部隊発見｣の報告があり、中島は即、大和隊に出撃を命令、整備員からは今までの経験則から40分で出撃準備が完了するとの報告があった。中島はその報告を聞くと出撃する特攻隊員らと航空図を見ながら打ち合わせを行っていたが、この日は整備士が迅速な作業をしたので、わずか10分で出撃準備が完了してしまった。中島は滑走路に爆装した零戦が整列している状況は危険と慌てたが、打ち合わせや注意事項の言い渡しが終わっていなかったので、端折ってこれを完了させ、いざ出撃と特攻隊員が機体に乗り込もうとした矢先、アメリカ軍の艦載機が来襲してきた。201空は先日も｢ダバオ誤報事件｣のさいに同じセブ島で地上で多数の零戦を撃破されるという失態を演じていたが、約1ヶ月後も同様の失敗をして、地上に並べていた6機の零戦が撃破された。幸いにも搭載していた爆弾が誘爆することはなく、特攻隊員に死傷者が出なかったので、中島はただちに予備機による出撃を命じ、2機の爆装零戦と1機の護衛が準備された。爆装零戦に搭乗するのは久納と大坪一男一飛曹と決まった。出撃の時間となると久納は｢敵の空母が見つからぬときは、私はレイテ湾に突入します。レイテに行けば獲物に困ることはないでしょう｣と言い残し、16時25分に2機編隊で1機の護衛機を連れて出撃した。途中で攻撃隊は天候に阻まれて、特攻の大坪機と護衛機はセブ島に帰還したが、隊長の久納は帰還せず行方不明となった。突入との打電もなかったが、出撃前に中島にレイテに向かうと話していたので、そのままレイテ湾に向かったと見なし、中島は｢本人の特攻に対する熱意と性情より判断し、不良なる天候を冒し克く敵を求め体当り攻撃を決行せるものと推定｣と報告した。
10月23日、朝日隊、山桜隊はマバラカットからダバオに移動 した。唯一マバラカットに残った敷島隊は23日・24日にも出撃したが悪天候に阻まれて帰投を余儀なくされた。関は帰投のたびに玉井に謝罪し、軍医の副島の回想では出撃前夜まで寝る事すら出来なかった状況だったという。毎日新聞の報道班員新名丈夫によれば、出撃しても敵を発見できず帰投を繰り返していた関は、ある日、飛行場指揮所のかげに腰を下ろして青い顔で頭を抱えながら「ああ、戦争というのは難しいなあ」と呟いていたという。新名は関が故郷に残してきた新妻や母を案じているに違いないと考えて涙したが、のちになって、このときの関は出撃を決意したときから残された家族のことは国に任せて、自分はいかにして小兵力で大敵を屠るか苦心惨憺していたに違いないと思い直している。
10月24日の出撃前に、関は小野田に「報道班員、ぼくの進発する遺影を撮って下さい。そして家内に届けてやって下さい」と依頼してきた。関は懇意にしている小野田に遺影を撮影して欲しいと思い、わざわざ小野田を探し出して依頼したものであった。小野田は記者で本職のカメラマンではなかっため自信はなかったが、海軍省から払い下げてもらった私物のバルダックスのカメラで撮影している。

#### 戦死

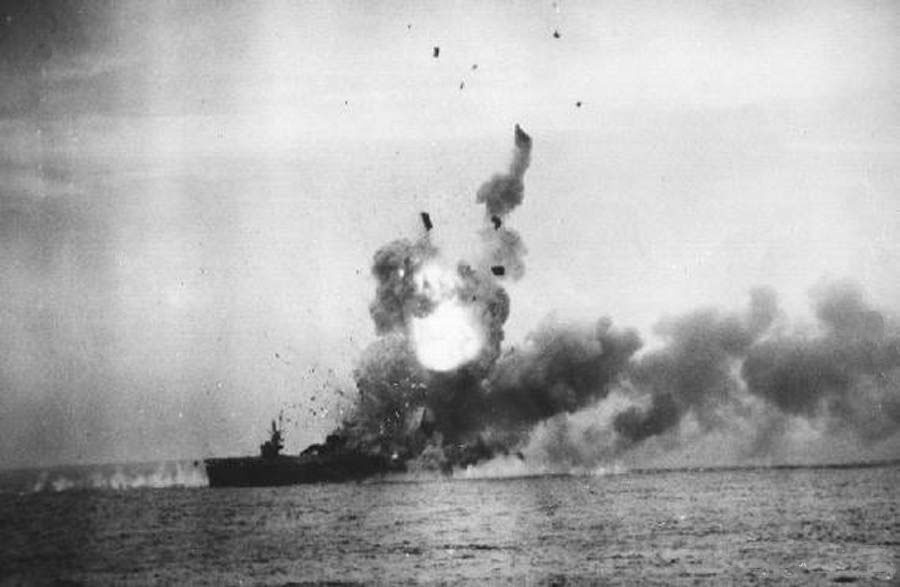
敷島隊の突入で爆沈する護衛空母セント・ロー。

10月24日、大西はマバラカット、セブおよびダバオの各基地に対し、10月25日早朝の栗田健男中将の第一遊撃部隊突入に呼応しての特攻隊出撃を命じる。「敷島隊」には戦闘三一一飛行隊から関と同じ愛媛出身の大黒繁男上等飛行兵が加わり、直掩には歴戦の西澤廣義飛曹長が加入した。10月25日7時25分、関率いる「敷島隊」10機（爆装6、直掩4）は、骨折の身ながら海軍病院から抜け出して駆けつけた山本や、山本に付き添った副島らに見送られてマバラカット西飛行場を発進する。関の病状は回復基調にあったが、連日の出撃にあきらかに疲労しているのが見て取れた。それでも出撃前には「索敵しながら南下し、発見次第突入します。」と悲壮な覚悟を述べている。
10月25日、午前7時25分、関率いる6機の敷島隊はマバラカット基地から出撃した。離陸する関は衰弱してはいたが、この日はひとしお異様な厳しさが見えると見送った玉井は感じていたという。関が出撃した時点で、今まで敵艦載機の空襲で苦闘してきた第一遊撃部隊第一部隊（指揮官栗田健男第二艦隊司令長官、戦艦「大和」座乗、いわゆる「栗田艦隊」）が敵空母群を発見し、｢敵空母に対し砲戦開始｣という無電を打電しており、それを知っていた一航艦司令部の幕僚たちは、この日こそ関は敵を発見して突入すると感じていた。
爆装した特攻機6機のうち、初出撃から行動を共にしていた山下機がエンジン不調でレガスピに引き返し、「敷島隊」の爆装機はこの時点から5機となる。10時10分にレイテ湾突入を断念して引き返す栗田艦隊を確認した後、10時40分に護衛空母5隻を基幹とする 第77.4.3任務群（タフィ3、司令官クリフトン・スプレイグ少将）を発見して突撃機会を窺い、10時49分に列機と共に突入して戦死した。享年23。
敷島隊はタフィ3に接近するまではレーダーを避けるために超低空で飛び、至近距離まで近寄った後に一旦上昇して雲間へ隠れて様子をうかがい、10時49分に攻撃を開始した。栗田艦隊との海戦（サマール沖海戦）で護衛空母ガンビア・ベイと2隻の駆逐艦、1隻の護衛駆逐艦を失い、護衛空母ファンショー・ベイやカリニン・ベイなど損傷艦多数を抱えることとなったタフィ3は、栗田艦隊の突然の変針により、戦闘配置命令を解除していた。命中弾を1発も受けなかったセント・ローの乗組員たちは、沈没したガンビア・ベイの艦載機の収容準備などをしながら、自分たちの幸運について語り合っていた。そこに関が率いる敷島隊5機が急降下してきたが、各艦のレーダーには多数の機影が映っており、日本機の接近に気づくものはいなかった。敷島隊の先頭の1機が、戦艦の巨砲の命中でいくつもの傷口が開いていたカリニン・ベイめがけて突入し、飛行甲板に数個の穴をあけて火災多数を生じさせたが、搭載していた爆弾は不発であった。この最初にカリニン・ベイに突入した機が関の搭乗機であったという説もある。カリニン・ベイにはもう1機が海面突入寸前に至近で爆発して損害を与え、2機の突入により5名の戦死者と55名の負傷者が生じさせたが、カリニン・ベイは栗田艦隊との海戦で15発以上の命中弾を浴びていたにもかかわらず、沈没は免れた。

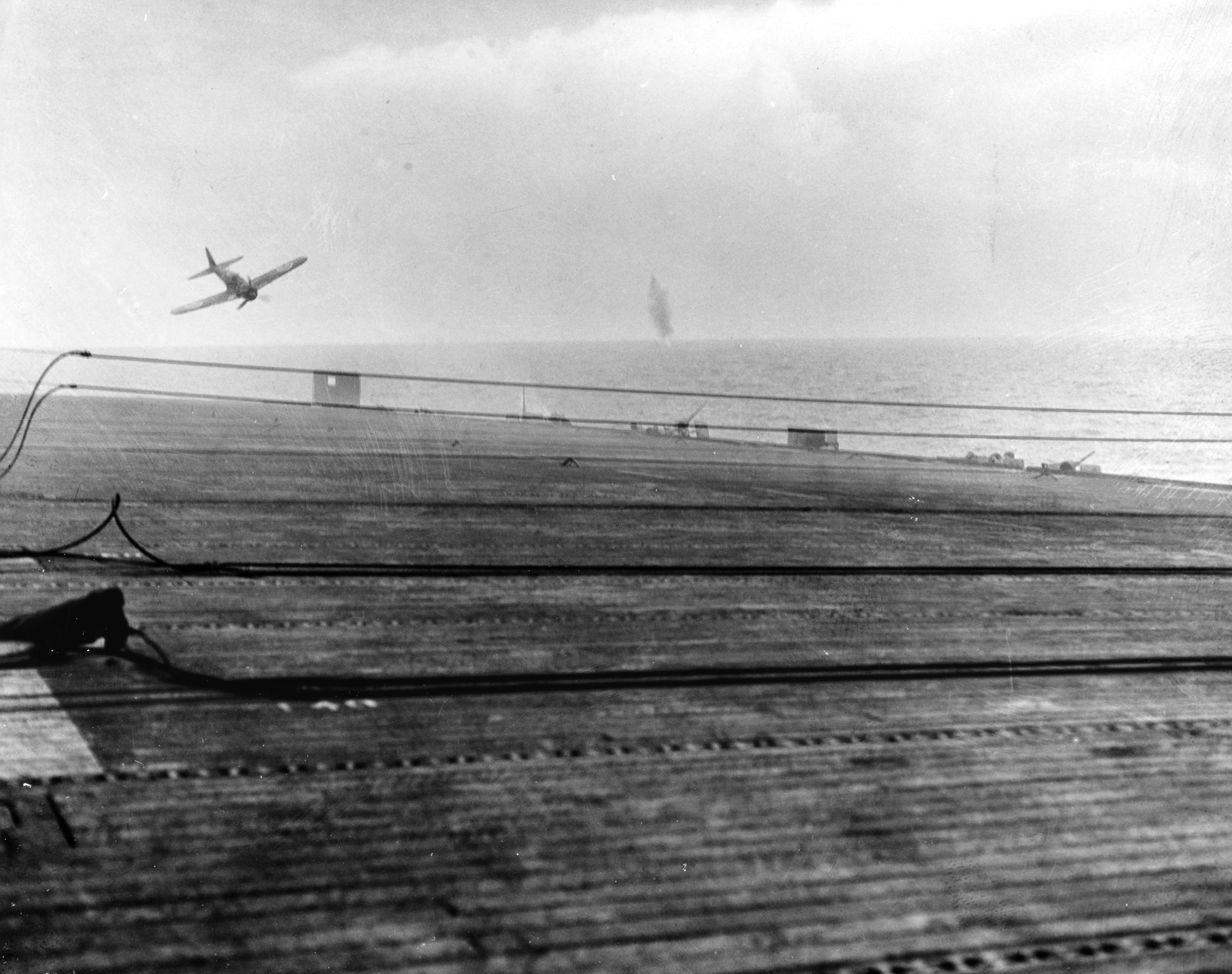
護衛空母ホワイト・プレインズに迫る敷島隊の零戦。

護衛空母ホワイト・プレインズに向かって急降下していた零戦1機がホワイト・プレインズの対空機銃が命中し損傷したため、目標をセント・ローに変更し、セント・ローの艦尾1,000ｍに迫ると、そこから高度30ｍまで下げてまるで着艦でもするような態勢で急接近してきた。セント・ローの乗組員たちは搭載していたMk.IV20mm機関砲とボフォース 40mm機関砲で応戦したが、零戦はそのまま発見1分後に、飛行甲板中央に命中した。零戦が命中した瞬間に航空燃料が爆発して、猛烈な火炎が飛行甲板を覆い、搭載していた250kg爆弾は飛行甲板を貫通して格納庫で爆発した。その爆発で格納庫内の高オクタンの航空燃料が誘爆し、連鎖的に
爆弾や弾薬が次々と誘爆した。手が付けられないと判断したフランシス・J・マッケンナ艦長は特攻機が命中したわずか2-3分後の10時56分に総員退艦を命じ、その後も何度も大爆発を繰り返して30分後に沈没した。114名が戦死もしくは行方不明になり、救助された784名の半数が負傷したり火傷を負っていたが、そのうち30名が後日死亡した。このセント・ローを仕留めた零戦が関の搭乗機だという説が広く認知されているが、このセント・ローに突入した零戦の製造プレートは沈没直前に回収されており、製造番号2968、製品番号9306の表示が刻印してあるが、これが関機のものであったかは不明である。他にも護衛空母キトカン・ベイに1機が突入し、艦橋を掠めて飛行甲板外の通路に命中したが、爆弾が艦を貫通して海上で爆発したため大きな被害は与えることができなかった。このキトカン・ベイに突入したのが関の搭乗機であるという主張もあるが、いずれにしても、敷島隊のどの機がどの空母に突入したかを特定するのは困難である。さらに、ホワイト・プレインズ直上で特攻機が爆発して同艦に火災を生じさせた。
この様子は直援機の｢ラバウルの魔王｣とも呼ばれたエース・パイロットの西沢広義飛曹長によって確認された。西沢は関らの突入を見届けたのち、12時20分ごろにセブ島に帰還した。西沢は第251海軍航空隊時代にラバウルで一緒に戦ったこともある中島の元に駆け足でやってくると、緊張した面持ちで｢関が率いる敷島隊5機が10時40分にレイテ島タクロバン85度90浬の地点で敵空母の1群を発見し、特別攻撃に成功した｣こと｢指揮官の関機のバンクに続いて全機が突入し、関機は首尾よく目指す空母に命中、炎上して逃げ惑う空母に列機がさらに命中し、1,000ｍにもなる火炎と黒煙を噴き上げて同艦は沈没。他の1機は別の空母に命中して大火災を生じさせて、さらに他の1機は軽巡洋艦に命中してこれを瞬時に沈没せしめた｣と報告した。この報告を聞いた中島と搭乗員らは喜んだが、中島は関の成功を祝すると共に、｢命中の寸前に特攻隊員が反射的に目を閉じてしまい失敗するのではないか？｣という懸念も払拭され、さらに喜んでいる。
敷島隊の戦果が司令部に届いたのは、スリガオ海峡で西村祥治中将率いる第一遊撃部隊第三部隊（通称：西村艦隊）が殆ど壊滅したという悲報が届いて沈痛な空気が流れ、栗田艦隊が敵空母艦隊と砲戦を開始したという一報が届いた後、その後の報告が届かずにやきもきしている状況のときであった。司令部に届いた電文は、西沢の報告に基づいて中島が打電したもので、次の通りであった。｢神風特別攻撃隊敷島隊1045スルアン島の北東30浬にて空母4隻を基幹とする敵機動部隊に対し奇襲に成功、空母1に2機命中撃沈確実、空母1に1機命中大火災、巡洋艦1に1機命中撃沈｣ 大西はこの報告を聞くと、低く小さい声で何事かしゃべったが、副官の門司が聞き取れたのは｢甲斐があった｣の語尾だけであった。大西が特攻を決意し、その編成から出撃に至るまで一連の流れを見てきた門司は、大西の心中を察し、また、先日会ったばかりの関以下特攻隊員らの身を捨てた行為に感動して、｢あの連中が、あの連中が｣というような言葉にならない言葉が頭を駆け巡ったという。大西は、わずか5機の体当りで、これだけの戦果を挙げたという特攻の大きな効果を認識し、｢これで何とかなる｣という意味のことを言ったが、これは、1機で1艦を葬ることができれば、行き詰まった日本の窮地に一脈の活路が開かれるかも知れないという思いから発された言葉であり、その場にいた司令部の幕僚らも同じ思いであった。
この日までの一連のレイテ沖海戦の結果、護衛空母艦隊は戦死1,500名、負傷1,200名と艦載機128機を喪失するという損害を被り、さらに、着艦できなくなった67機の艦載機が、占領したばかりで整備不良のレイテ島タクロバン飛行場に緊急着陸を余儀なくされたが、そのうち20数機がぬかるみに脚をとられて失われた。第78任務部隊の北方部隊指揮官ダニエル・E・バーベイ海軍提督は「護衛空母とのこの戦闘で、わずかばかりの、てんでばらばらの自殺機をもって、このような大戦果をあげたので、敵はこの目的のために相当規模の狂信者グループを訓練し編成するものと思われる」「また、明け方、輸送船に対してこの種の攻撃が決然として敢行された場合には、上陸作戦が挫折させられることになるかもしれないと考えている」とアメリカ海軍省に報告している。
敷島隊の戦果が内地の新聞で報道されたのは10月27日の朝刊であり、一面トップ扱いで｢神鷲の忠烈万世に燦たり｣という大きな活字での見出しとなっていた。その記事で関が、功績を全軍に布告され、二階級特進して海軍中佐に進級したことが報じられていた。正六位に叙され、功三級金鵄勲章を受章し一時金403円を受けた。この報道を見た日本国民が、｢体当り｣という日本人的な肉弾攻撃を知って、かつての｢爆弾三勇士｣や真珠湾攻撃における｢特殊潜航艇｣など、大きく報じられた捨て身の行為と同じように、国民の気持ちに日本人らしい興奮を与えたという指摘もある。
新聞報道にさいしては、関の本心を聞いた小野田が「人間関行男」を国民に知らしめたいと思い、「日本帝国のためとかで行くんじゃない。最愛のKA（海軍の隠語で妻）のために行くんだ。」などの関の言葉を記事にしようとしたが、記事の検閲をした関の同期の菅野が「関は女房に未練を残すような男じゃない。特攻隊員は神様なんだ。その神様を人間扱いにして誹謗するとはけしからん」と激怒し、日頃は温厚な戦闘三〇五飛行隊長の指宿も「小野田君、やはり書き直した方がいいね。関君は軍神なんだから・・・」と取りなすように言い、その意見を聞いていた猪口は小野田に記事の書き直しを命じている。小野田は関が人間から軍神扱いになってしまったと感じて、菅野との同期生エピソードを中心とし、まったく骨抜きとなった美辞麗句を連ねた記事に書き直したが、のちに、あのとき、関の本当の言葉をそのまま銃後の国民に伝えることが出来たら、きっと違った反響がもたらされたのではなかったかと自問している。

### 発表とその後

#### 特攻第一号

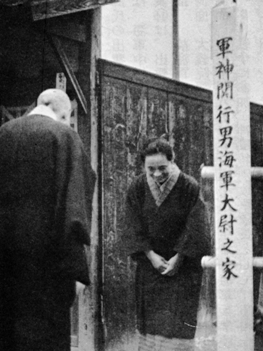
関の実家で弔問客をむかえる母サカエ

1944年10月28日神風特攻隊の戦果が「海軍省発表」で公表された。敷島隊の戦果だけであり、同じく特攻した朝日隊、山桜隊、菊水隊の戦果が同時に発表されなかった。そのため、敷島隊隊長・関行男中佐は「特攻第1号」として大々的に発表されたが、関に先んじて21日に消息を絶った大和隊隊長久納については、中島より敵艦への突入確実という報告はされたが、戦果を確認出来ず新聞等で報じられることはなかった。この久納の未帰還をもって「特攻第1号」は関ではなく、久納を第一号と主張する者もいる。一航艦航空参謀・吉岡忠一中佐によれば「久納の出撃は天候が悪く到達できず、山か海に落ちたと想像するしかなかった」「編成の際に指揮官として関を指名した時から関が1号で、順番がどうであれそれに変わりはないと見るべき」という。軍令部部員・奥宮正武によれば、久納未帰還の発表が遅れたのは、生きていた場合のことを考えた連合艦隊航空参謀・淵田美津雄大佐の慎重な処置ではないかという。また、久納が予備学生であったことから予備学生軽視、海兵学校重視の処置とではないかとする意見に対し「当時は目標が空母で、帰還機もあり、空母も見ていない、米側も被害がないので1号とは言えなかった。10月27日に目標が拡大したことで長官が加えた」と話している。
久納が未帰還となった10月21日の連合軍側の記録にある艦艇の損害の、オーストラリア海軍重巡洋艦「オーストラリア」の損傷が久納の特攻による戦果という主張もある。特攻機は「オーストラリア」の艦橋付近に命中し、エミール・デシャニュー艦長とジョン・レイメント副官を含む30名が戦死するなど大きな損害を受けたが、｢オーストラリア｣が特攻を受けたのは早朝6：05とされており、久納の出撃時間16時25分より10時間も前で時間が遡るうえ、｢オーストラリア｣に突入したのは、陸軍航空隊第4航空軍隷下の第6飛行団の、特攻隊ではない通常攻撃隊の｢九九式襲撃機｣が被弾後に体当たりをして挙げた戦果とされている。なお陸軍初の特攻隊となる｢万朶隊｣と｢富嶽隊｣はこの時点では未だ内地にいて、フィリピンへ進出準備中であった。また23日に同じ大和隊の佐藤馨上飛曹が未帰還となったが、久納と同じ状況であり｢特攻第一号｣とは認定されなかった
10月25日には敷島隊に先立つ事約1時間前、ダバオから朝日隊、山桜隊、菊水隊が出撃し、7時40分に第77.4.1任務群（タフィ1、トーマス・L・スプレイグ少将）に突入して護衛空母「スワニー」に滝沢光雄一飛曹機が、「サンティー」に加藤豊文一飛曹機が命中している。「第2号」から「第8号のち第7号」の内訳のうち6名のち5名はこの攻撃によるもので、残る1名は10月23日に大和隊で出撃して消息を絶った佐藤である（1人減っているのは、朝日隊の礒川質男一飛曹が当初「特攻で戦死」と発表されたものの、生存が確認されて取り消されたからである）。この戦果はのちの関率いる敷島隊より先に挙げた戦果であったが、戦果報告は、菊水隊の護衛戦闘機が帰還した午前9時45分になされ、その戦果報告が具体性に欠くもので、確認のやりとりに時間を要して連合艦隊への報告が遅延し、結果的に3時間もあとの敷島隊の戦果が神風特別攻撃隊の初戦果扱いとなってしまった。
この神風特攻隊発表の筋書きは、講和推進派の海軍大臣米内と軍令部総長及川によるものであり、特攻のインパクトのために数より、海兵出身者による特攻という質を重視した判断という指摘もある。また、菊水隊直掩から中島に伝達された戦果情報は、9時48分にダバオの第六十一航空戦隊に伝えられたが、朝日隊、山桜隊の戦果については定かでは無かったため同日夕方まで待った後、19時6分に一航艦へ報告を行ったこと、第六十一航空戦隊は後方支援部隊のため、作戦部隊の状況判断に欠けていたのに対して、敷島隊直掩の西沢から中島に伝達され、12時5分に一航艦へ打電された戦果情報は「疑問の余地なく上層幹部も予想していなかった大戦果」だったこと、敷島隊のみ、隊員全員の戦闘状況が明確だったこと。関が最初に指名された特攻隊全ての総指揮官で、かつ先頭に立って突入したこと、これらが敷島隊のみ公表された要因とする指摘もある。
母・サカエが関の戦死を知ったのは関の突入3日後の10月28日で、軍の戦死公報ではなくラジオの臨時ニュースであった。それから間もなく、サカエの自宅と鎌倉の実家に帰っていた妻・満里子のもとに新聞記者が殺到した。地元の西条市では軍神関中佐の母が健在だとわかると、どの地よりも大きな騒ぎとなり、同じく西条市の出身で特攻で戦死した大黒繁雄二飛曹両名の遺烈を顕彰するとした顕彰会が結成され、11月25日に県下全学校、工場、事業所で顕彰会や記念講演を開催、そして10月25日を記念日として制定し毎年顕彰行事を開催することを決定している。関家の前には「軍神関行男海軍大尉之家」という案内柱が立てられ、多数のあらゆる階層の弔問客が「軍神の母」を訪ねた。サカエは気丈にも狭い借家で、弔問客を誰彼となく愛想よく迎えた。

#### 戦後

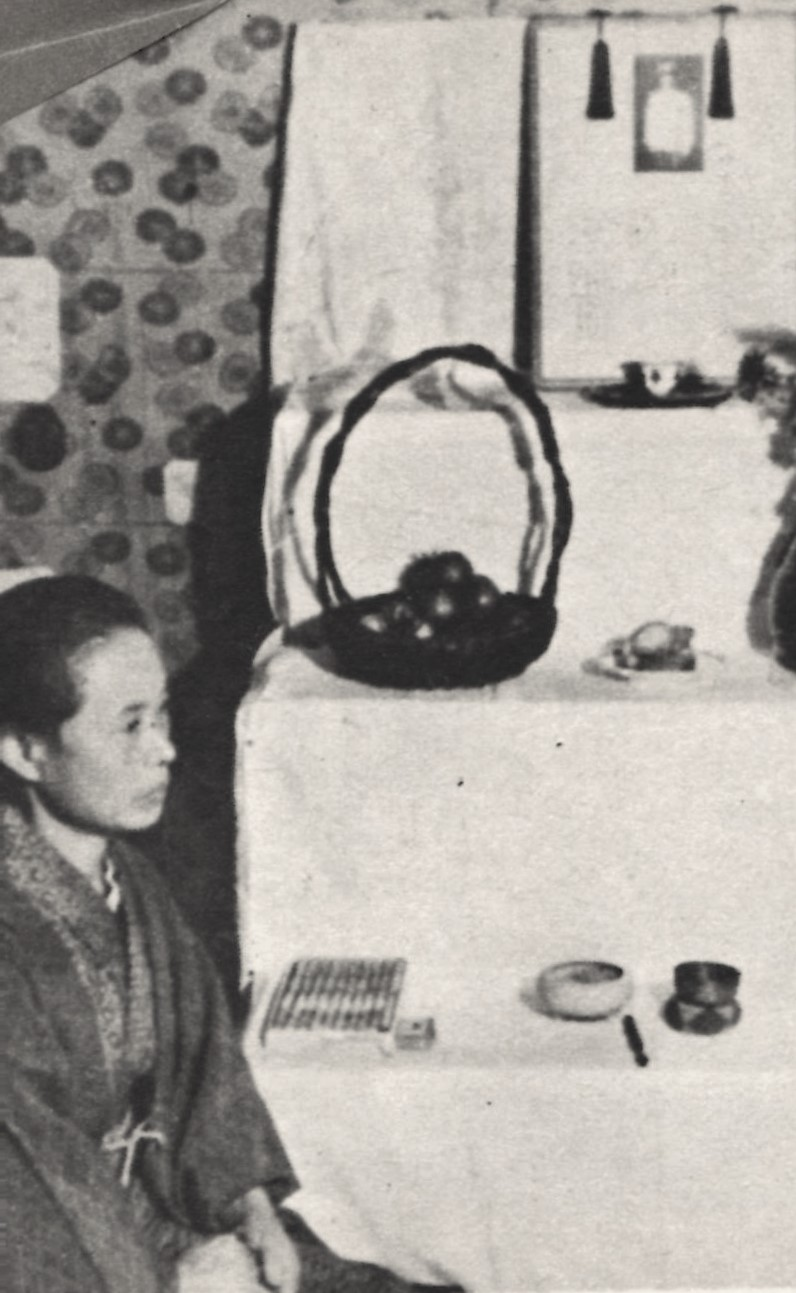
関の祭壇と母サカエ

関らのあとも多数の特攻隊員が散華したが、戦局は好転せず1945年8月15日に終戦をむかえた。終戦後の8月16日に、神風特攻隊を創設した大西は、死をもって旧部下の英霊とその遺族に謝する旨の遺書を残して割腹自決した。関は戦中に軍神と称えられ、愛国心高揚の宣伝として持て囃されたが、終戦後は遺族に国の手が差し伸べられることはなかった。（戦傷病者戦没者遺族等援護法に基づく援護は1952年（昭和27年）から）終戦直後のある日、サカエの知人であった小学校教師村上美代子がサカエを訪ねると、サカエは関の遺品のなかから一振りの短刀を取り出し「進駐軍が上陸して身辺に迫って来るようなことがあれば、これで潔く自害するために大切に持っています」と凛とした厳しい面持ちで語ったので、村上は国に殉じて散った愛児を恋る母親の烈しい心を感じ、慌てて「そんなことをしてはいけない、生きていなければいけない」と懸命に説得している。
妻の満里子は医学博士の令嬢で、関が「自分が戦死したら再婚してくれ」と伝えており、母・サカエも「まだ22歳の若さだから、いくらでもやり直せる」「行男との生活はわずかだったし、復縁して新しい人生を歩みなさい」と関姓から離れることを促していた。しかし、満里子はすぐに再婚することはなく、1948年4月まで関姓のままで働きながら女子医大に入学し医師の道を目指していたが、良縁あって医者と再婚し2人の子供にも恵まれて新しい人生を歩んだ。一方、満里子の新しい人生の門出を喜んでいたサカエは、関の戦死によって支給されていた遺族年金が日本海軍解隊とともに廃止され、生活に困窮することとなった。
都市が空襲で焦土と化したことにより故郷に帰る人が多く、地方の借家人や間借人の多くが退去させられたが、サカエもそのうちの一人となった。住むところすらないサカエの困窮を見かねた村上が、恩師宅の物置を借りられるよう頼んで、サカエはその物置に居住し草餅の行商などで生計をたてたが、それでも生活は苦しかった。さらに村上は自分が転職した石鎚村立石鎚中学校の校長と石鎚村の村長にサカエを紹介したところ、村長も校長も進んでお迎えしたいと雇用を快諾し、石鎚中学校の学校用務員として雇用され職員住宅に入居することもできた。サカエは中学校に加え小学校の給食の炊事もひとりでこなし、校舎の掃除も床からトイレまで常に行き届いていた。村長と校長は「軍神の母」の勤務ぶりを感心して敬い、サカエが息子の行男代わりに慈しんだ生徒たちも、じきにサカエが軍神関中佐の母親だと知り「日本一の小使いさんの関おばさん」と呼んで誇るようになって、サカエも「毎日が楽しい」と村上に話している。サカエは生活が落ち着くと、日曜日ごとに関の遺髪が納められている伊予三島市（現・四国中央市）の村松大師にある関家代々の墓に墓参したが、生徒たちは自ら摘んできた花を「お墓に供えてください」とサカエに渡していたという。村長や校長が代わってもサカエは大事にされて勤務を続け、1952年に国会で戦傷病者戦没者遺族等援護法が成立し、軍人恩給の受給手続きも終えて老後の心配も無くなったと安心していた矢先 の1953年11月9日に買い物中に倒れて、用務員室に運ばれたのち55歳で急死した。関の戦死の折は国を挙げての盛大な葬儀となったが、学校関係者や生徒に愛されたサカエの葬儀にも多数の教師や生徒が参加して賑やかなものとなった。

##### 顕彰、慰霊祭
サカエの没後、松山市の旧海軍軍人の会「愛桜会」が発起人となって、関の墓があった伊予三島市の関家の菩提寺・村松大師の山内に関の慰霊碑とサカエの墓が建立され、1975年には関の慰霊と平和祈願のため、関親子を昔からよく知る西条市楢本神社神主石川梅蔵の発願により、元海軍大佐で国会議員だった源田実の協力も得て、楢本神社に「関行男慰霊之碑」が建立された。
毎年10月25日には慰霊祭が盛大に行われ、海上自衛隊呉地方隊から将官（例：2023年・2024年の慰霊祭では、いずれも呉地方総監部幕僚長〈海将補〉）が参列・献花し、関が敵空母に突入した午前10時に合わせて民間有志（事例
）が操縦する飛行機編隊が慰霊飛行を行う。陸上自衛隊松山駐屯地の資料展示室には、関の遺品（約20点）が展示されている。

##### 戦後のサカエについての俗説
なおサカエが終戦後に特攻隊員やその遺族を見る目が一変した世間の人々から借家に石を投げ込まるようになり、大家からも退去を求められて「石もて追われる」ように住居を転々するなど、生活的な困窮に加えて世間からの酷い迫害を受けていたという指摘もあるが、「軍神の母」と煽り立てた世間から戦後にサカエが置き去りにされたのは事実ながら、戦時中から関を直接取材し、戦後もサカエと交流のあった多くの人たちから取材をした毎日新聞記者新名丈夫によれば、サカエが「石もて追われる」ように世間から迫害されたという事実は確認できないという。しかし、サカエが関の又従兄弟の小野一男と一緒にいるところを目撃した地元の人が、年恰好が似た小野を関と誤認して「関中佐は生きて帰ってきたものの、軍神扱いが恥ずかしくて山に隠れている」という事実無根の噂を広められて苦しめられたことはあった。
また、根拠は不明であるが、関の墓はサカエが没するまでは建てられず、サカエの死の間際に「せめて行男の墓を」もしくは「せめて息子の墓だけは」という言葉を残して息を引き取ったと言われることも多い。しかし墓は、サカエの生前から夫の勝太郎の遺骨と息子の行男の遺髪が納められている関家代々の墓があり、サカエは日曜日ごとにその関家代々の墓参りを欠かしていなかったうえ、サカエの最期を看取った石鎚中学校渡辺芳夫校長によれば、サカエは買い物途中に村の雑貨屋の店先で「私、いよいよ変なんじゃ」といったのちに座り込んでしまい、「注射を、早う注射を」（サカエは高血圧症であり医者から注射液を処方されていた）と言った後に気を失ったという。医者もかけつけたが回復の見込みはないとの診断で、意識不明のサカエを学校関係者が戸板に乗せて用務員室に運びそこで息を引き取ったとのことで、「せめて行男の墓を」などという言葉を発する暇もないほどの急死であった。

## 遺書
| 父上様、母上様 西条の母上には幼時より御苦労ばかりおかけし、不孝の段、お許し下さいませ。今回帝国勝敗の岐路に立ち、身を以て君恩に報ずる覚悟です。武人の本懐此れにすぐることはありません。鎌倉の御両親に於かれましては、本当に心から可愛がっていただき、その御恩に報いる事も出来ず征く事を、御許し下さいませ。本日、帝国の為、身を以て母艦に体当たりを行ひ、君恩に報ずる覚悟です。皆様御体大切に 満里子殿 何もしてやる事も出来ず散り行く事はお前に対して誠にすまぬと思って居る 何も言はずとも 武人の妻の覚悟は十分出来ている事と思ふ 御両親様に孝養を専一と心掛け生活して行く様 色々と思出をたどりながら出発前に記す 恵美ちゃん坊主も元気でやれ 教へ子へ 教へ子よ散れ山桜此の如くに |

## 演じた俳優
- 北大路欣也（『あゝ決戦航空隊』、1974年映画、監督：山下耕作）
- 的場浩司（『俺は、君のためにこそ死ににいく』、2007年映画、監督：新城卓、製作総指揮・脚本：石原慎太郎）
- 藤井弘平（『俺は、君のためにこそ死ににいく』、2015年靖國神社奉納野外劇、戦後70周年記念特別企画、原作：石原慎太郎、作・演出 : 野伏翔）